# Christian Johannes Eduard Eissfeldt
Christian Johannes Eduard Eissfeldt (* 29. Mai 1829 in Parchim; † 8. Februar 1873 in Hamburg) war ein deutscher Kaufmann und Politiker.

## Leben
Eissfeldt war Kaufmann in Firma J.C. Eissfeldt. Er gehörte von 1868 bis 1873 der Hamburgischen Bürgerschaft an.  Er war Mitbegründer der Fraktion Linkes Zentrum.